# Michel Duchaussoy
Michel Rene Jacques Duchaussoy (29. listopadu 1938 Valenciennes – 13. března 2012 Paříž) byl francouzský divadelní a filmový herec, který mezi lety 1962 až 2012 hrál ve více než 130 filmech.

## Život a kariéra
Narodil se ve francouzském Valenciennes. Začínal jako divadelní herec, mnoho let působil v Comédie-Française, kde začínal svou kariéru v roce 1964.
Hrál v mnoha francouzských klasických hrách, včetně Molièrových, Marivauxových, Corneilleových a Ionescových her. V roce 2003 dostal prestižní Molièrovu cenu pro nejlepšího herce ve vedlejší roli. Se svým hlubokým hlasem daboval Marlona Branda ve francouzské verzi filmu Francise Forda Coppoly Kmotr. V roce 2010 hrál se Sophií Marceau ve filmu Yanna Samuella L'age de raison.
Je držitelem francouzského Řádu čestné legie.

## Filmografie (výběr)
- Vražedná hra (1967)
- Osamělá vlčice (1967)
- Nevěrná žena (1968)
- Bestie musí zemřít (1969)
- Těsně před nocí (1971)
- Nada (1974)
- Pevnost Saganne (1984)
- Život a nic jiného (1989)
- Francouzská revoluce (1989)
- Milou v máji (1990)
- Prokletí ostrova Saint Pierre (2000)
- Amen. (2002)
- Příliš důvěrná tajemství (2004)
- Černá skříňka (2005)
- Poltergay (2006)
- Veřejný nepřítel č. 1 (2008)
- Mikulášovy patálie (2009)
- Jiný Dumas (2010)
- L'âge de raison (2010)
- Klíč k minulosti (2010)